# Amedé De Baere
Amedé César Eddy De Baere (Deurne, 15 januari 1923 - Kapellen, 8 juli 2004) was een Belgisch politicus voor de BSP / SP.

## Levensloop
De Baere werkte als bediende bij het ABVV. 
Hij werd politiek actief voor de BSP en was voor deze partij van 1953 tot 1982 gemeenteraadslid van Ekeren, waar hij van 1965 tot 1966 schepen van Financiën en van 1966 tot 1971 burgemeester was. Van 1971 tot 1977 was hij lid van de Commissie voor Openbare Onderstand en later het OCMW van Ekeren. In 1983 werd zijn wijk (Hoogboom) overgedragen van Ekeren naar Kapellen, waar hij gemeenteraadslid werd.
Van 1968 tot 1971 was hij provincieraadslid van Antwerpen. Tevens zetelde hij van 1977 tot 1987 in de Belgische Senaat: van 1977 tot 1981 en van 1985 tot 1987 als gecoöpteerd senator en van 1981 tot 1985 als rechtstreeks verkozen senator voor het arrondissement Antwerpen.
In de periode mei 1977-oktober 1980 zetelde hij als gevolg van het toen bestaande dubbelmandaat ook in de Cultuurraad voor de Nederlandse Cultuurgemeenschap, die op 7 december 1971 werd geïnstalleerd. Vanaf 21 oktober 1980 tot oktober 1985 was hij lid van de Vlaamse Raad, de opvolger van de Cultuurraad en de voorloper van het huidige Vlaams Parlement.
Op 1 oktober 1985 werd hij eveneens benoemd tot ridder in de Leopoldsorde en op 8 april 1975 tot ridder in de Kroonorde.